# Mother (canción de John Lennon)
"Mother" es una canción del músico británico John Lennon, extraída del álbum de 1970 John Lennon/Plastic Ono Band. Una versión más corta sería utilizada como sencillo y posteriormente sería publicada en el álbum recopilatorio de 1975 Shaved Fish, así como en Lennon Legend: The Very Best of John Lennon. La cara B del sencillo incluye el tema "Why", interpretado por Yoko Ono.
Aunque el título del tema sea "Mother" ("Madre"), supone un grito a sus padres, quienes le abandonaron durante su infancia: su padre, Alf Lennon, abandonaría a la familia cuando John era niño, mientras que su madre, Julia Lennon, murió cuando fue atropellada por un conductor ebrio cuando John tenía la edad de 17 años. Lennon lamenta la pérdida de sus padres a través del tema, contraponiendo sus sentimientos a la realidad en versos como "Mother, you had me/but I never had you" ("Madre, tú me tuviste/pero yo nunca te tuve") o "Father, you left me/but I never left you" ("Padre, tú me dejaste/pero yo nunca te dejé"). Supone el segundo tema de Lennon dedicado a su madre, siendo el primero de ellos la canción "Julia", que aparecería en el Álbum Blanco de The Beatles. El tema comienza con un tañido de campanas, introduciendo el tema de la muerte desde el principio.
Si bien Lennon dijo que "Mother" era la canción que "parecía quedar en mi cabeza", tenía ciertas dudas sobre su interés comercial, por lo que en un principio consideró publicar como sencillo el tema "Love". "Love" sería publicado como sencillo en 1982, dos años después de la muerte de Lennon.
Lennon se inspiró en la terapia primal, que trabaja con el fin de desnudar al paciente de todas su defensas para revelar la "persona real", para componer la canción. La viuda de Lennon, Yoko Ono, trabajó en la terapia con el doctor Arthur Janov, primero en su hogar de Tittenhurst Park durante tres semanas, y posteriormente en California, donde la pareja pasaría cuatro meses. Lennon describiría la terapia como "algo más importante para mí que The Beatles.".
Otras canciones nacidas por la ayuda de la terapia primal serían "Working Class Hero" e "Isolation".
Christina Aguilera versionó la canción para el álbum de 2007 Instant Karma: The Amnesty International Campaign to Save Darfur.
La canción aparece al comienzo de "Track 29" de Nicolas Roeg, cuando el protagonista hace autostop para ir a buscar a su madre.